# Antoine de Saint-Yon
Pour les articles homonymes, voir Saint-Yon.
 (novembre 2011).
Si vous disposez d'ouvrages ou d'articles de référence ou si vous connaissez des sites web de qualité traitant du thème abordé ici, merci de compléter l'article en donnant les références utiles à sa vérifiabilité et en les liant à la section « Notes et références ».
Antoine de Saint-Yon, mort en 1715,  est un médecin et chimiste français.
Antoine de Saint-Yon, médecin de la Faculté de Paris en 1672, doyen en 1707, a fait longtemps les leçons de chimie pour Fagon sans en avoir le titre de professeur.
Il remplit les fonctions de la chaire de chimie au Jardin du roi de 1695 à 1707. Il y a comme élève Sébastien Vaillant. Il fut interrompu dans ses fonctions par une maladie.
Louis Lémery le suppléa en 1707.
Antoine de Saint-Yon mourut en 1715 sans avoir laissé aucun écrit sur la chimie.